# Heres (municipalité)
Pour les articles homonymes, voir Heres.
Heres est l'une des onze municipalités de l'État de Bolívar au Venezuela. Son chef-lieu est Ciudad Bolívar, capitale de l'État. En 2011, la population s'élève à 342 280 habitants.

## Géographie

### Subdivisions
La municipalité est divisée en neuf paroisses civiles avec, chacune à sa tête, une capitale :
- Agua Salada (Ciudad Bolívar) ;
- Catedral (Ciudad Bolívar) ;
- José Antonio Páez (Ciudad Bolívar) ;
- Marhuanta (Ciudad Bolívar) ;
- Orinoco (Almacén) ;
- Panapana (San José de Bongo) ;
- La Sabanita (Ciudad Bolívar) ;
- Vista Hermosa (Ciudad Bolívar) ;
- Zea (La Carolina).